# Mysz środkowoafrykańska
Mysz środkowoafrykańska (Mus oubanguii) – gatunek gryzonia z rodziny myszowatych, występujący endemicznie w Republice Środkowoafrykańskiej.

## Klasyfikacja
Gatunek został opisany naukowo w 1970 roku przez Francisa Pettera i Huguette Genest, jest znany tylko z trzech lokalizacji w Republice Środkowoafrykańskiej. Niestabilna sytuacja polityczna uniemożliwia dalsze badania. Należy on do podrodzaju Nannomys, jest sympatryczny z myszą karłowatą i myszą płochliwą.

## Biologia
Mysz środkowoafrykańska występuje nad rzeką Ubangi w Republice Środkowoafrykańskiej. Stwierdzono jej występowanie na obszarach sawanny otoczonych przez tropikalne lasy deszczowe.

## Populacja
Niewiele wiadomo o tym gatunku, przypuszcza się, że lokalnie może być liczna, lecz obecne informacje nie pozwalają na przydzielenie jej kategorii zagrożeń.